# 闵龙
闵龙（谚文：민룡，朝鲜汉字：閔龍，1982年7月14日—），是韩国著名的男子短道速滑运动员。他是2000年世界短道速滑锦标赛全能冠军。

## 职业生涯
2000年世界短道速滑锦标赛中，闵龙获得全能冠军。

## 资料来源
- 运动参考(英文)
- 闵龙-国际滑冰联盟（ISU）
- 闵龙-Olympedia